# Petrellnuten
Der Petrellnuten (norwegisch für Sturmvogelgipfel) ist ein 1564 m hoher Nunatak im ostantarktischen Königin-Maud-Land. Er ragt an der Nordseite des Tanngarden im Zentrum der Sør Rondane auf.
Wissenschaftler des Norwegischen Polarinstituts benannten ihn 1988.